# Bangkirai

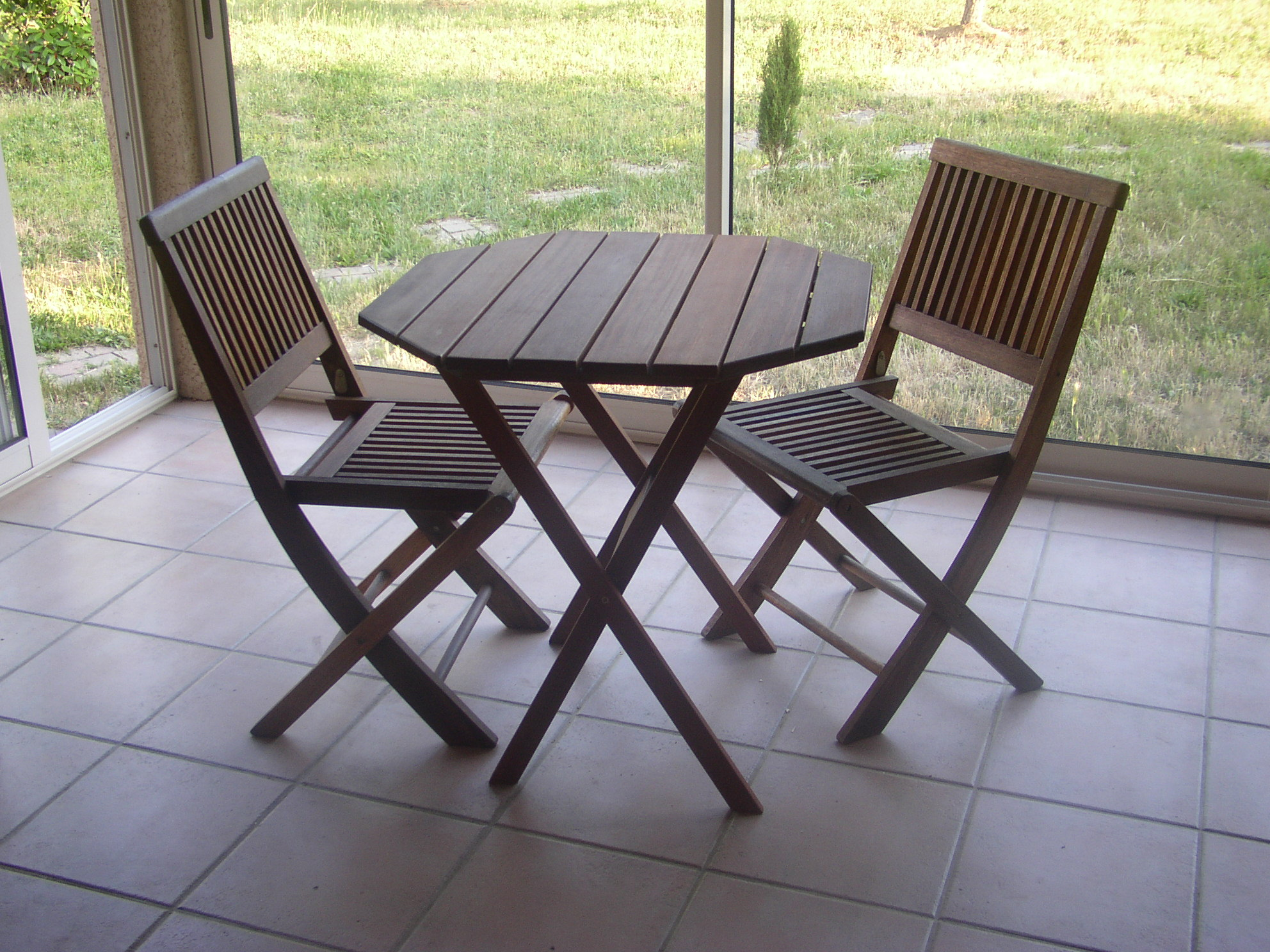
Tuintafel en -stoelen vervaardigd uit bangkirai.

Bangkirai (ook Yellow Balau of Selangan Batu) is een houtsoort die, strikt genomen, afkomstig is van Shorea laevis (familie Dipterocarpaceae), waarvan het groeigebied zich hoofdzakelijk in Zuidoost-Azië bevindt. In de praktijk is deze soort niet algemeen genoeg meer om nog partijen van uitsluitend deze soort te leveren, maar wordt het bijgemengd in partijen die formeel balau zouden moeten heten, maar in de praktijk nog wel bangkirai genoemd worden. Het in Nederland en België ingevoerde bangkirai komt voornamelijk uit Sabah en Sarawak (Maleisië).
Bangkirai is een duurzame houtsoort die goed bestand is tegen schimmels en insectenaantasting. Mede door die duurzaamheid is het populair als constructiemateriaal voor waterwerken, brugdekdelen, vlonders, hekken, zware tuinmeubelen, terrassen en dergelijke.